# Sandersville (Georgia)
Sandersville es una ciudad ubicada en el condado de Washington en el estado estadounidense de Georgia. En el año 2000 tenía una población de 6.144 habitantes.

## Geografía
Sandersville se encuentra ubicada en las coordenadas 32°58′55″N 82°48′35″O / 32.98194, -82.80972 (32.981944, -82.809722).
Según la Oficina del Censo, la localidad tiene un área total de 23,9 km² (9,2 mi²), de la cual 23,7 km² (9,2 mi²) es tierra y 0,2 km² (0 mi²) (0.90%) es agua.

## Demografía
Según la Oficina del Censo en 2000 los ingresos medios por hogar en la localidad eran de $27,201, y los ingresos medios por familia eran $32,462. Los hombres tenían unos ingresos medios de $36,089 frente a los $21,765 para las mujeres. La renta per cápita para la localidad era de $18,226. 